# Еміль Доплер
Еміль Доплер Молодший (нім. Emil Doepler der Jüngere; 29 жовтня 1855 року, Мюнхен — 21 грудня 1922 року, Берлін) — німецький художник, графік, геральдист і викладач.

## Біографія
Народився в сім'ї художника і професора живопису Карла Еміля Доплера Старшого, відомого як автора костюмів для виступів артистів на байройтських музичних фестивалях. Живописом захоплювався з дитинства, першим вчителем малювання для Еміля став його батько. Основною спеціалізацією Доплера Молодшого були малюнки на геральдичні та міфологічні мотиви, в основному з скандинавської міфології. Також займався написанням портретів, пейзажів і натюрмортів в різноманітних художніх стилях. В той же час надавав перевагу німецькому модерну.
В 1870 році був прийнятий в школу прикладного мистецтва в Берліні, яку закінчив в 1873 році. До 1876 року працював як вільний художник-ілюстратор. В 1876—1877 роках вивчав живопис в Берлінській академії мистецтв. З 1881 року — викладач, а з 1889 року — професор в художньому училищі при Музеї прикладного мистецтва Берліна. В 1889 році отримав пост голови комісії з питань преміювання за художні ескізи у конкурсах, які організовувала шоколадна корпорація Людвіга Штольверка «Stollwerck».

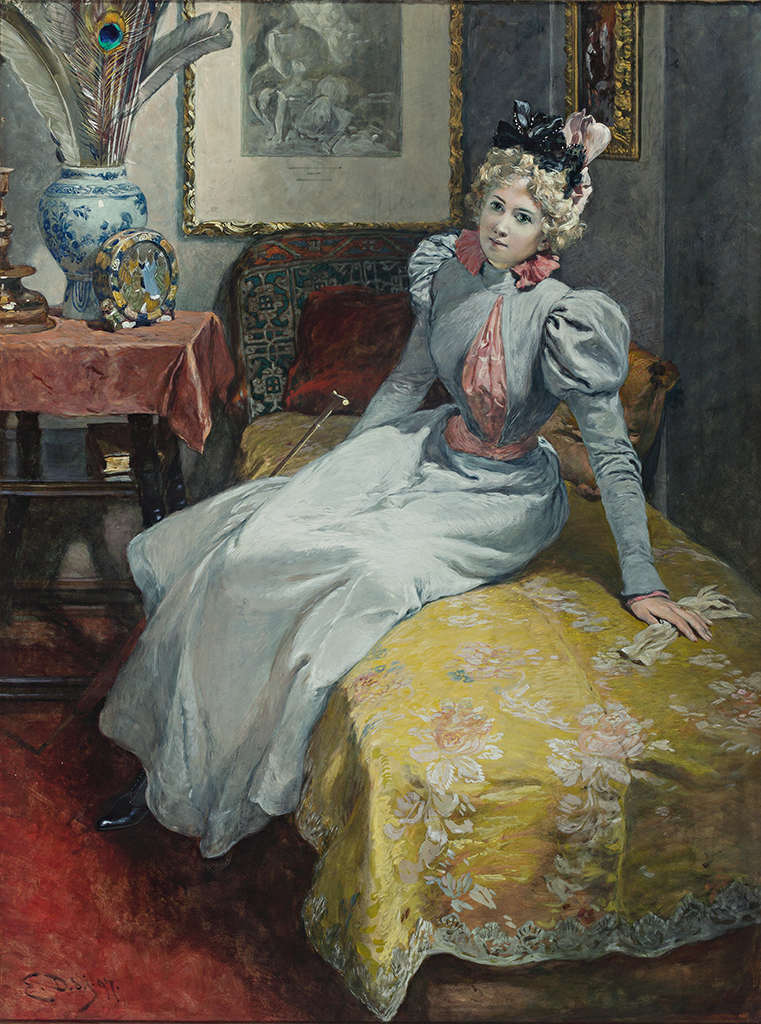
Молода дама на дивані
Герб Веймарської республіки, праця Доплера
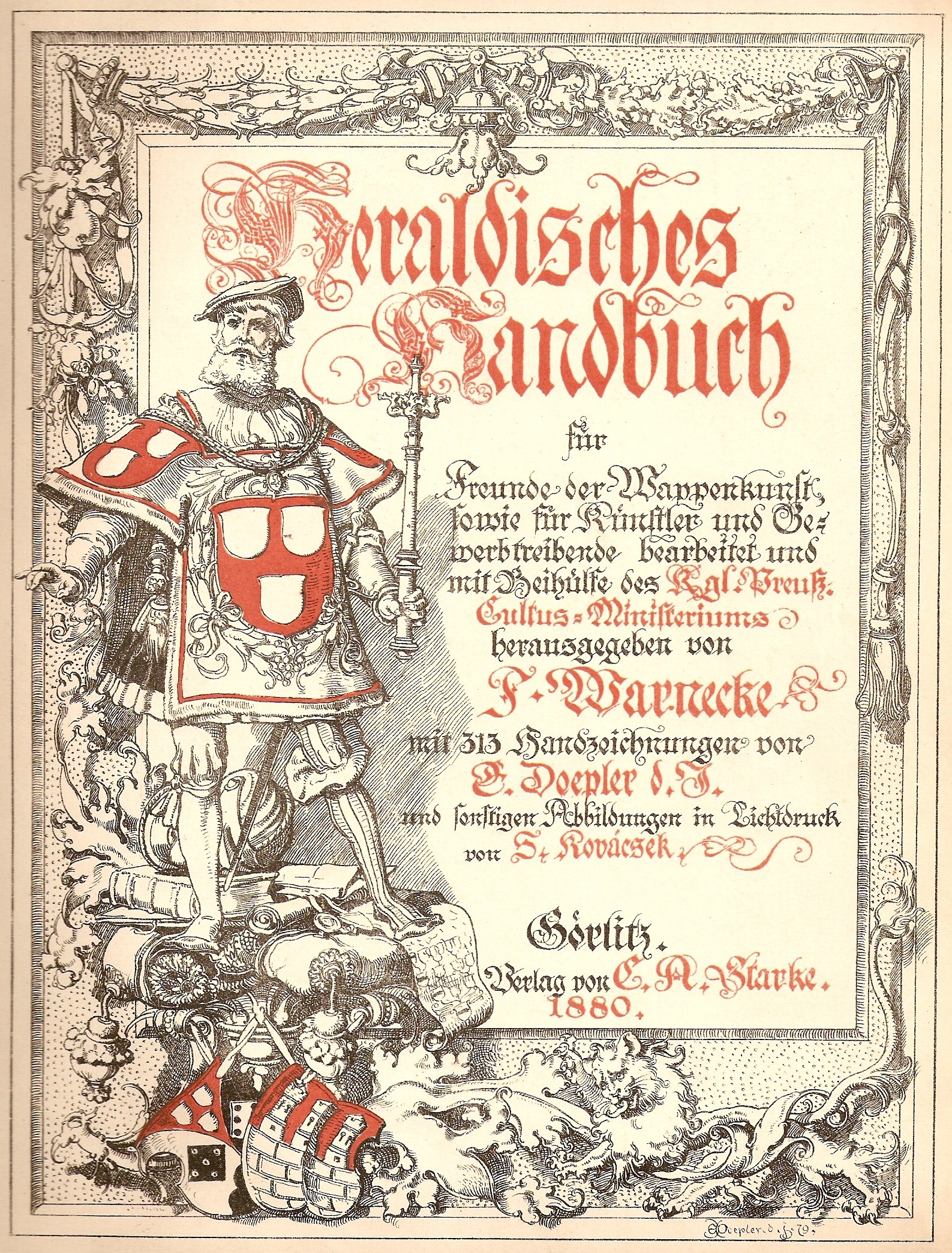
Титульний лист геральдичного словника (1879)
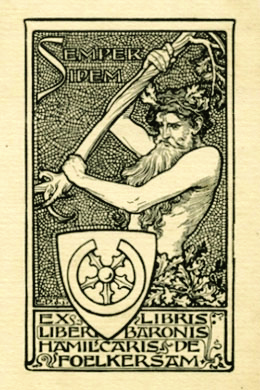
Гербовий екслібрис Гамількара фон Фолькерзама
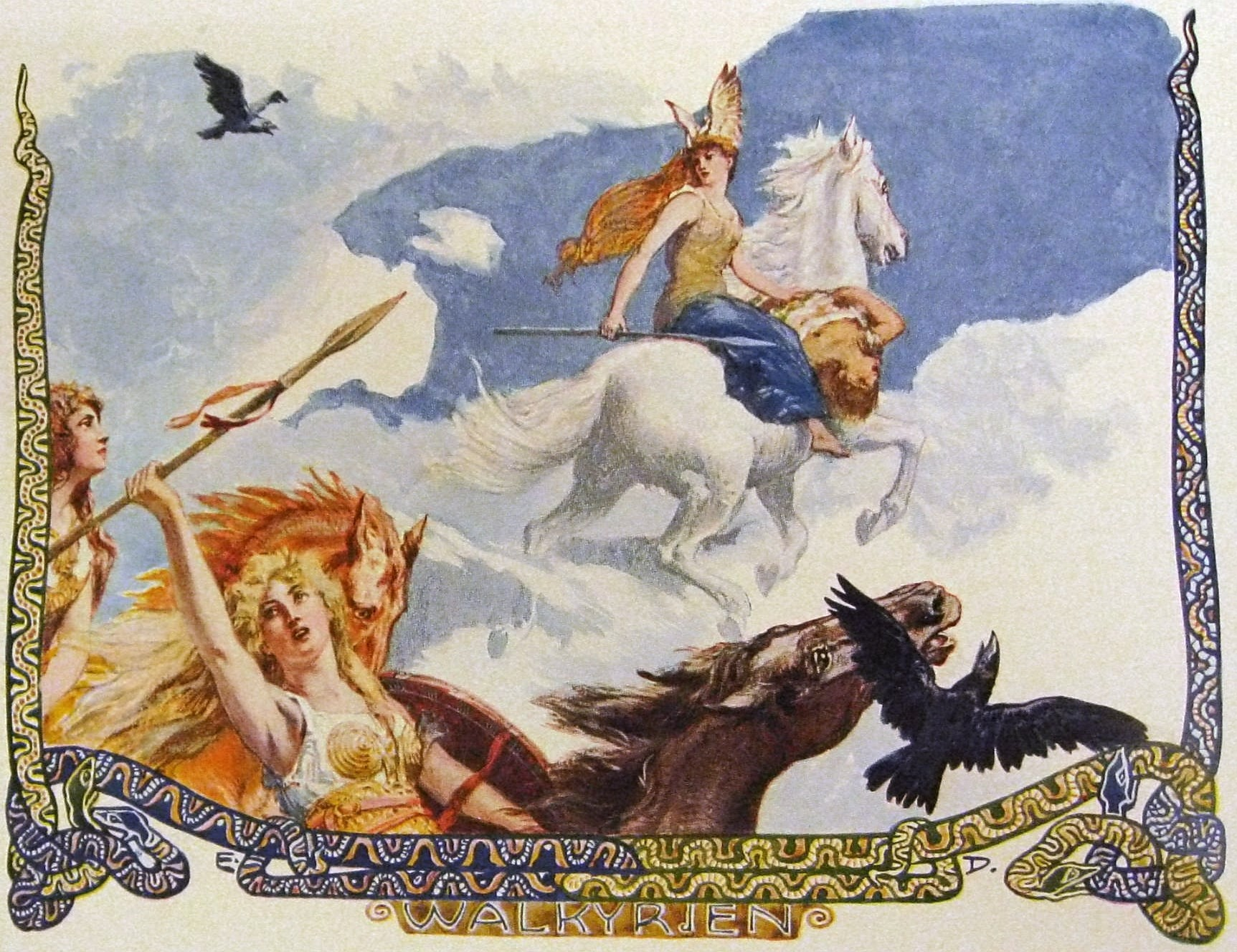
Валькирії
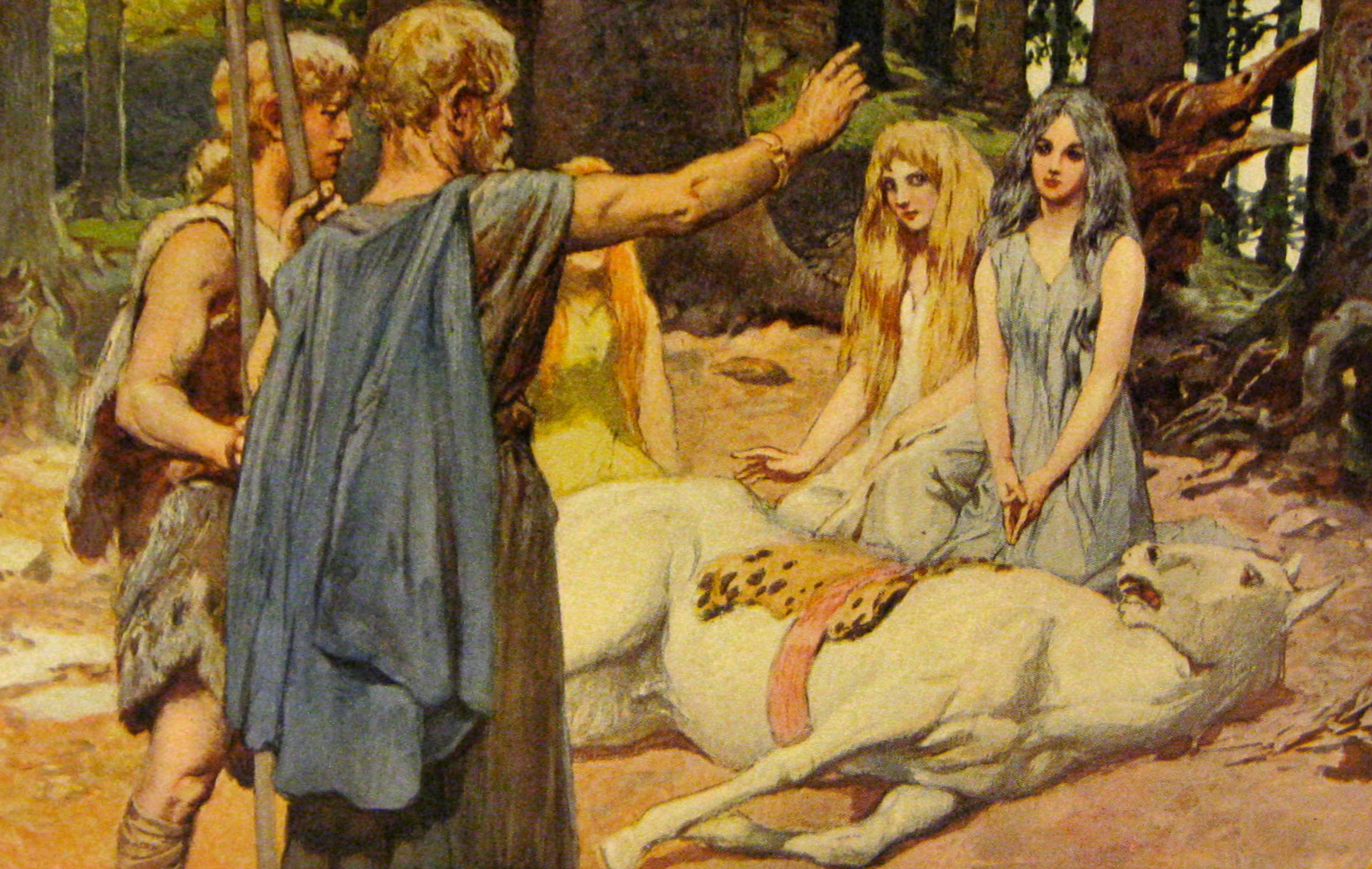
Вотан сцілює коня Бальдра
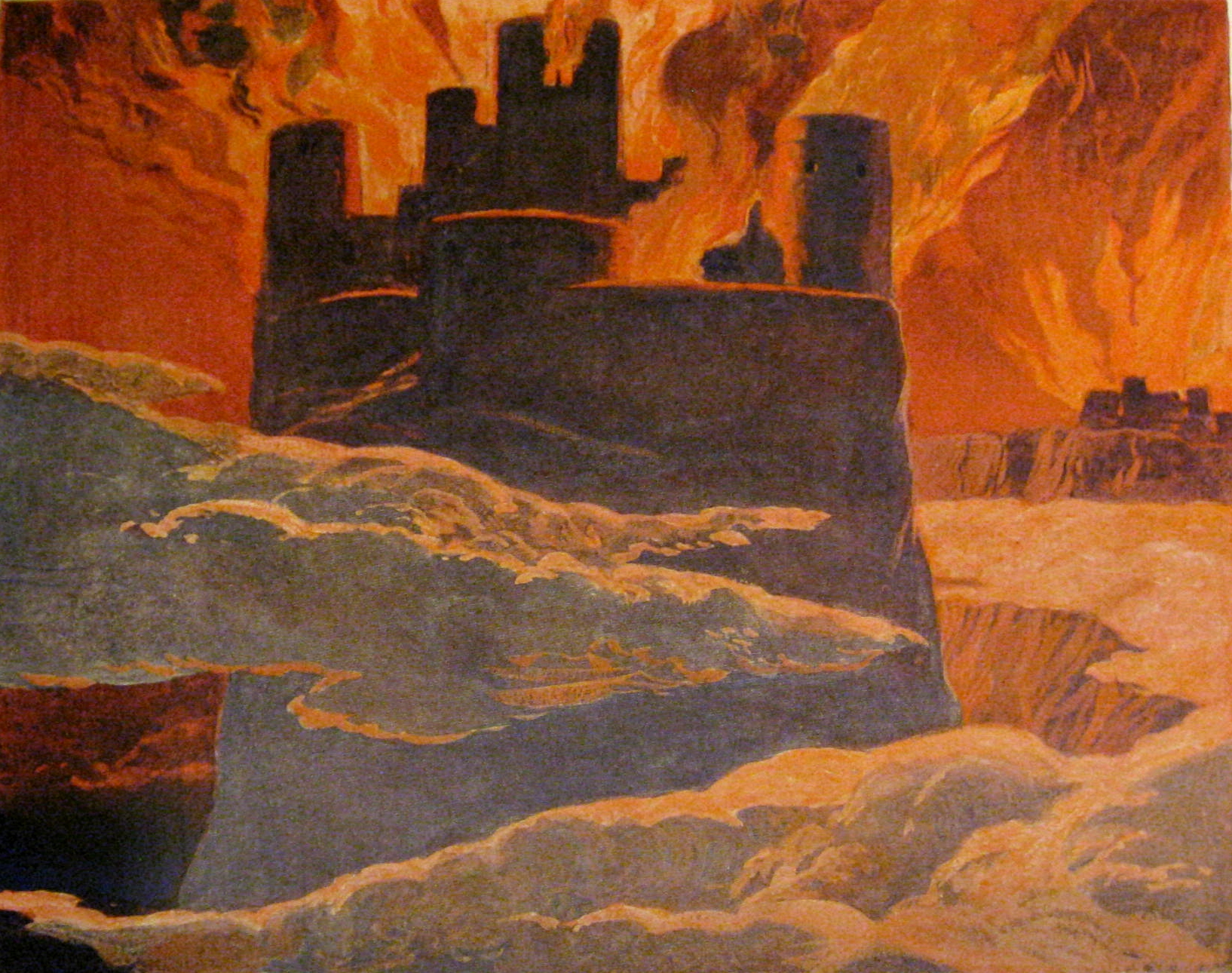
Рагнарьок
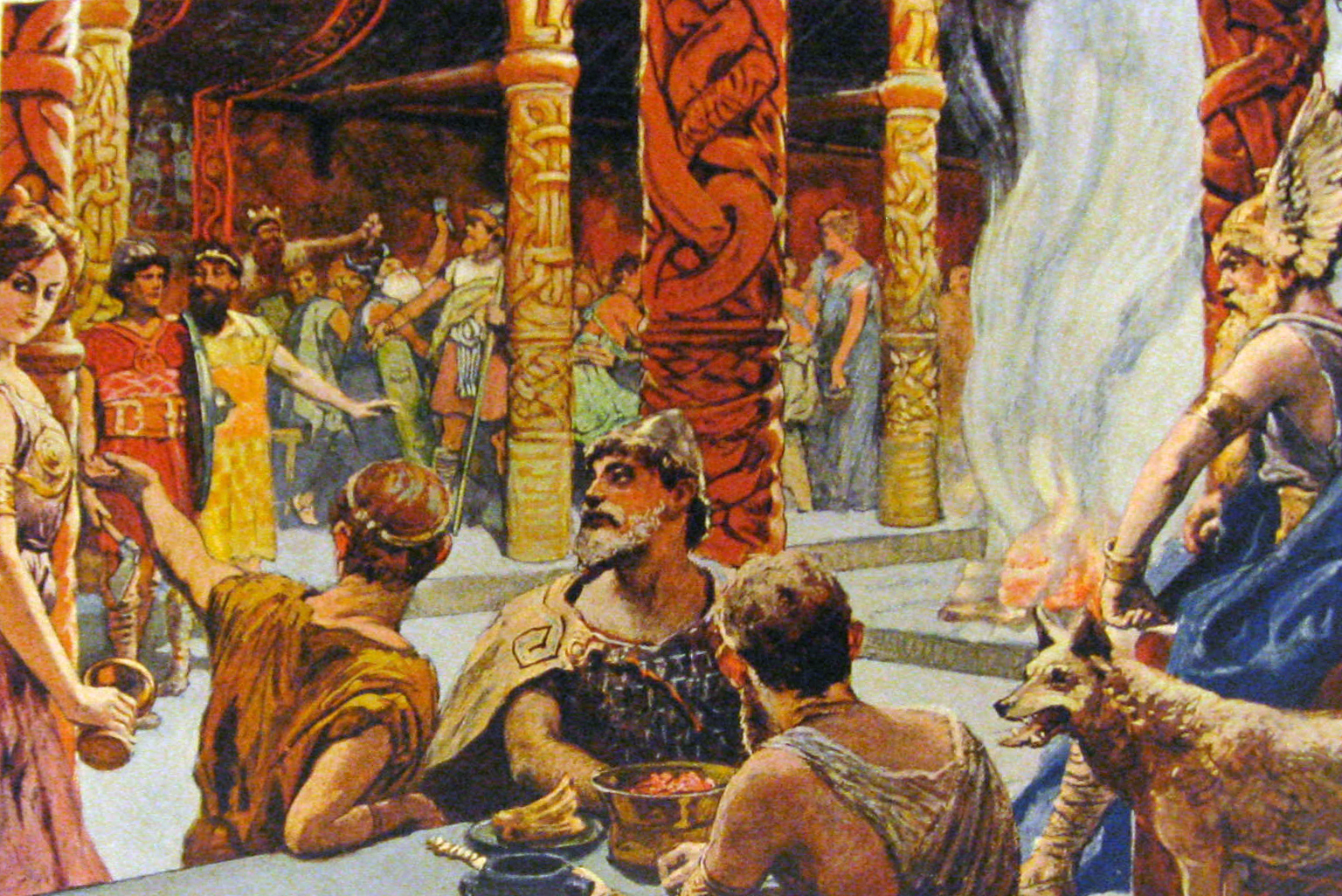
Вальгалла

В 1909 році одружився зі своєю ученицею — художницею Елією (Аурелією) Гірш (померла 1943 року в концтаборі Терезієнштадт).
Еміль Доплер — автор міських гербів Ессена, Бохума, прапора і державних символів Албанії (1914), герба Веймарської республіки (1919 рік). Окрім іншого, створив понад 50 екслібрисів.